# Patrones en la naturaleza

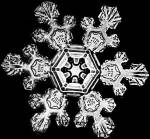
Un copo de nieve ampliado por microscopio nos revela la simetría de sus brazos.

Los patrones en la naturaleza son formas claramente regulares encontradas en un medio natural. Estos patrones se pueden visualizar en diferentes contextos e incluso pueden ser a veces modelados matemáticamente. En este ámbito son estudiadas las simetrías, los árboles, los espirales, los meandros, las ondas, la espuma, las teselaciones, las fracturas y las rayas. La concepción moderna de los patrones visibles se ha ido desarrollando gradualmente a través del tiempo.

## Introducción
Fueron los filósofos griegos los primeros en estudiar estos patrones, encabezados por Platón, Pitágoras y Empédocles intentando encontrar un orden en la naturaleza.
En el siglo XIX el físico belga Joseph Plateau examinó películas de jabón que lo llevaron a establecer el concepto de superficie minimal. El biólogo y artista Alemán Ernst Haeckel pintó una gran variedad de organismos marinos con el fin de enfatizar su simetría. El biólogo escocés D'Arcy Thompson fue el primero en estudiar patrones de crecimiento en plantas y animales, demostrando que simples ecuaciones pueden explicar el crecimiento en espiral. En el siglo XX el matemático británico Alan Turing logró establecer mecanismos de morfogénesis que dan origen a patrones de manchas y rayas. El biólogo húngaro Aristid Lindenmayer y el matemático franco-norteamericano Benoît Mandelbrot mostraron como las matemáticas de los fractales pueden generar los patrones de crecimiento de las plantas.
Las matemáticas, la física y la química pueden explicar los patrones de la naturaleza a diferentes niveles. Los patrones de los seres vivos son explicados por procesos biológicos de selección natural y selección sexual. En el estudio de la formación de patrones se utilizan modelos computacionales para simular una gran cantidad de patrones.

## Historia

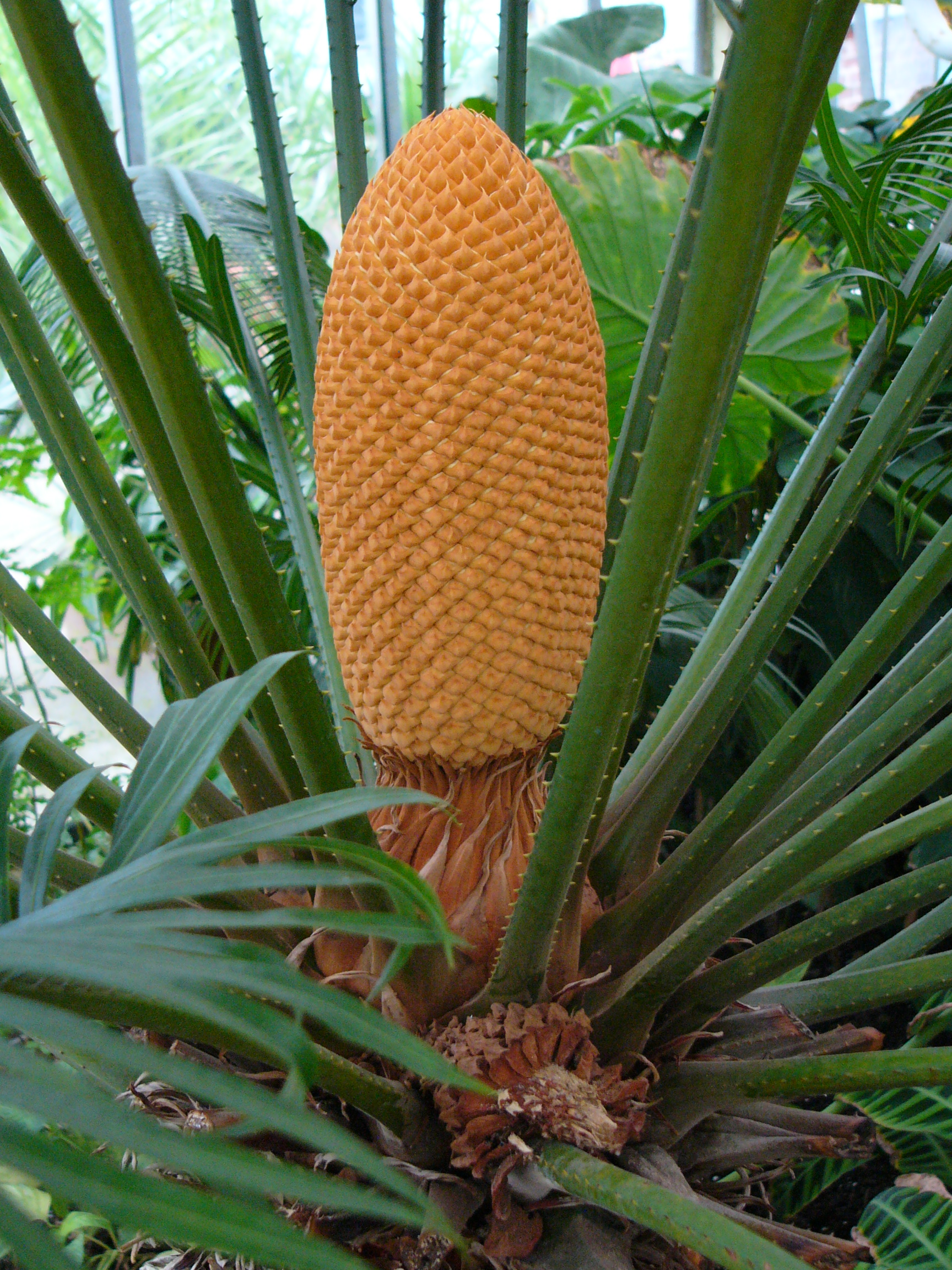
Los patrones de Fibonacci se pueden ver comúnmente en gran cantidad de estructuras, como este cono de Cycas circinalis

Los filósofos de la Antigua Grecia intentaron demostrar un orden en la naturaleza. Platón (c. 427-347 a. C.), viendo sólo sus trabajos en la materia, aseguró la existencia de los universales. Él consideraba los patrones como parte de las formas ideales (εἶδος) de las cuales los objetos físicos sólo son copias imperfectas. Por ejemplo, una flor puede tener una forma muy circular, pero nunca será un perfecto círculo matemático. Pitágoras explicó los patrones en la naturaleza como las armonías musicales que surgen de los números, que de hecho eran considerados por él como los constitutententes de la existencia. Empedocles alcanzó a dar una explicación prematura de la evolución de Darwin para las estructuras de los organismos.
En 1202, Leonardo Fibonacci introdujo en su obra Liber Abaci la famosa Sucesión de Fibonacci. Fibonacci dio un ejemplo imaginario acerca del crecimiento teórico de una población de conejos. D'Arcy Wentworth Thompson publicó en 1917 su famoso libro On Growth and Form que hizo que con el tiempo se hagan básicos los conceptos de filotaxis y la relación matemática entre la sucesión de Fibonacci y el crecimiento en espiral de las plantas. Él demostró que simples ecuaciones pueden describir aparentemente el complejo crecimiento de los cuernos animales y conchas marinas.

Ilustración de On Growth and Form que muestra la transformación de la estructura ósea de diferentes especies de cocodrilos, por D'Arcy Thompson

El físico belga Joseph Plateau (1801–1883) planteó el problema matemático, que ahora lleva su nombre, de encontrar la superficie minimal de un contorno dado. Para hallar la solución estudió películas de jabón que lo llevaron a formular las Leyes de Plateau, que describen la estructura de las burbujas de jabón en las espumas.
El psicológico alemán Adolf Zeising afirmó que la proporción áurea se manifiesta en la disposición de las partes de una planta, los esqueletos animales y en sus ramificaciones de venas y nervios, como también en la geometría de los cristales.
Ernst Haeckel (1834–1919) hizo una serie de ilustraciones de organismos marinos, particularmente de radiolaria, haciendo énfasis en sus simetrías para apoyar sus teorías evolutivas seudo-Darwinianas.
El fotógrafo estadounidense Wilson Bentley (1865–1931) tomó la primera fotografía de un copo de nieve en 1885.
En 1952 Alan Turing escribió un artículo llamado La base química de la morfogénesis en el que hizo un análisis sobre los mecanismos que serían necesarios en la creación de patrones en organismos vivos en un proceso llamado morfogénesis. Él predijo las reacciones químicas oscilantes, particularmente la Reacción de Beloúsov-Zhabotinski. Estos mecanismos activadores e inhibidores podrían —según dijo Turing— generar esquemas de manchas y rayas en animales y contribuir a los patrones espirales vistos en la filotaxis de las plantas.
En 1968, el biólogo teórico húngaro Aristid Lindenmayer (1925–1989) desarrolló el Sistema-L, una gramática formal principalmente utilizados para modelar el proceso de crecimiento de las plantas en estilos fractales. El sistema-L tiene un alfabeto de símbolos que pueden ser combinados usando reglas de generación para construir largas líneas de símbolos, y también un mecanismo para traducir las líneas generadas en estructuras geométricas.
En 1975, luego de siglos de lento desarrollo de las matemáticas de patrones lideradas por Gottfried Leibniz, Georg Cantor, Helge von Koch, Wacław Sierpiński entre otros, Benoît Mandelbrot escribió el famoso papel, ¿Cuánto mide la costa de Gran Bretaña?, introduciendo en las matemáticas el concepto de fractal.